# Патуљаста мазама
Патуљаста мазама (лат. Mazama chunyi, рус. Карликовый мазама) је сисар из реда папкара (Artiodactyla) и породице јелена (Cervidae).

## Распрострањење
Патуљаста мазама је присутна у Боливији и Перуу.

## Станиште
Патуљаста мазама има станиште на копну.

## Угроженост
Ова врста се сматра рањивом у погледу угрожености врсте од изумирања.

### Популациони тренд
Популација ове врсте се смањује, судећи по расположивим подацима.